# José Ardévol
Pour les articles homonymes, voir Ardèvol et Guimbernat.
José Ardèvol, né Josep Ardèvol i Gimbernat le 13 mars 1911 à Barcelone et mort le 7 janvier 1981 à La Havane est un compositeur et chef d'orchestre cubain né catalan.

## Biographie
Enfant, Ardévol étudie avec son père, Fernando, musicien et chef d'orchestre. Ardévol émigre à Cuba en 1930 et entre 1934 et 1952, est le directeur de l'Orchestre de chambre de  La Havane et professeur, entre 1936 et 1951 à Cuba, enseignant dans les universités de la Havane et la province d'Oriente. En 1942, il fonde un mouvement appelé « Groupe de rénovation musicale » qui accueille plusieurs de ses élèves dévoués à ses idéaux esthétiques. Ardévol soutient la révolution cubaine et est nommé administrateur directeur musical après la prise du pouvoir par Fidel Castro en 1959. Dans le cadre de ses fonctions, il dirige l'orchestre du Ministère de l'éducation. Il continue à enseigner, travaille en tant que professeur de composition au Conservatoire de La Havane à partir de 1965 et à l'École nationale de musique à partir de 1968.
Les premières compositions d'Ardévol sont généralement de style néo-classique, mais plus tard, il explore les techniques aléatoires de la musique et la série. Certaines de ses œuvres vocales font l'éloge du communisme et d'autres traitent de sujets politiques ou révolutionnaires.

## Œuvres (sélection)
- 3 symphonies
- 2 Cuban suites pour orchestre
- Forma, ballet, 1942
- La burla de Don Pedro a caballo, pour solistes, chœur et orchestre, 1943
- Cantos de la Revolución, vocal work, 1962
- Che comandante, cantate, 1968
- Lenin, œuvre vocale, 1970
- 6 Sonate a 3, œuvre de chambre
- 3 sonates pour piano
- Tensiones, pour piano (pour la main gauche)

1933 – "Étude en forme de prélude et fugue" pour ensemble de 1934 – "Suite" pour ensemble de percussion 1942 – "Preludio a 11" pour ensemble de percussion